# 강화도령 (드라마)
강화도령(江華道令)은 이서구(李瑞求) 작, 이상만(李相萬) 연출로서 1962년말 KBS에서 방송된 일일연속극이다.

## 내용
주인공은 조선왕조 말엽의 철종(哲宗). 그는 왕가(王家)의 직계손(直系孫)이면서도 강화섬의 농가에서 땅이나 파고 사는 촌부(村夫)로 자라야 했다. 조정의 권력싸움이 끊임없던 시대라 권세를 쥔 척족(戚族)이 왕위를 노릴 만한 반대세력의 종친(宗親)을 모조리 죽였기 때문에 간신히 난을 면한 주인공 이원범에게는 이응범과 단 두 형제뿐 혈육이라고는 아무도 없었다. 그러나 같은 동네의 마음씨 착한 복녀의 사랑과 복길의 따뜻한 우정 속에서 이원범의 나날은 그런대로 밝고 흐뭇할 수 있었다.
그럴 무렵 조정에서는 후궁의 소생으로 왕위에 올랐던 헌종(憲宗)이 3년만에 승하한다. 조대비(趙大妃)는 강화에 묻혀 사는 이원범을 맞아 왕통(王統)을 잇게 한다.
원범은 왕위에 오른 후에도 강화 생각에서 벗어날 때가 없어한다. 조대비는 마침내 강화의 복녀를 궁중으로 들어오게 한다. 철종, 전날의 촌부 이원범은 복녀를 시녀(侍女)로 하여 가까이 있게 하고, 응범을 불러 영평대군(永平大君)으로 봉하는 한편, 복길에게는 대전별감(大殿別監)의 벼슬을 맡기고서야 마음의 안정을 얻는다.
복녀는 때묻지 않은 총명으로 철종을 도와 선정(善政)을 베풀게 한다. 흩어졌던 핏줄을 찾고, 그리운 넋을 위로하고 고마운 이에게 은혜를 갚아도 철종의 꿈은 매양 소박하고도 다정한 강화의 들판을 찾아가기만 한다. 격식을 앞세우는 궁중의 법도(法度)가 따분했고 벼슬아치들의 끊임없는 실랑이에 진력이 나는 것이었다. 그러던 나머지 왕위에서 꿈과 현실 사이를 몸부림치다 길지 못한 생애를 마친다.

## 감상
피비린내 나는 척신들의 세도싸움의 제물이 된 무력한 왕실, 자신들의 영화와 번영을 위한 꼭두각시로 내세운 철종의 소박한 인간성을 통해 조선왕조 말엽의 조정의 부패상을 폭로하고 왕위보다 고귀한 것이 있음을 보여준 작품으로, 5·16 군사정변 직후 부패와 부정을 몰아내려는 기운이 팽배하던 당시의 사회형편과도 잘 매치된 작품이었다.